# Западноатлантический нитепёрый снэппер
Западноатлантический нитепёрый снэппер (лат. Pristipomoides aquilonaris) — вид лучепёрых рыб семейства луциановых (Lutjanidae). Распространены в западной части Атлантического океана. Максимальная длина тела 56 см. Имеют промысловое значение.

## Описание
Тело удлинённое, веретенообразной формы, относительно высокое; высота тела на уровне начала спинного плавника составляет 31—41% стандартной длины тела. Верхний профиль рыла и затылка выпуклый. Рыло короткое и тупое. Глаза большие, их диаметр укладывается 3,2—3,5 раза в длину головы. На обеих челюстях зубы в передней части увеличенные, конической формы; а внутренние зубы ворсинчатые. В передней части верхней челюсти несколько клыковидных зубов. Есть зубы на сошнике и нёбе. На сошнике зубы расположены в виде пятна V-образной формы. Язык без зубов. Межглазничное пространство плоское. На первой жаберной дуге 24—28 жаберных тычинок, из них на верхней части 7—9, а на нижней 16—20. Один спинной плавник с 10 жёсткими и 11 (редко 10) мягкими лучами. В анальном плавнике 3 жёстких и 8 (редко 7) мягких лучей. Жёсткая и мягкая части плавника не разделены выемкой. Последний мягкий луч спинного и анального плавников удлинённый, заметно длиннее остальных лучей. На верхней челюсти, мембранах спинного и анального плавников нет чешуи. Грудные плавники длинные с 15—16 (редко 14—17) мягкими лучами. Хвостовой плавник выемчатый. В боковой линии от 48 до 52 чешуек. Ряды чешуи на спине идут параллельно боковой линии.

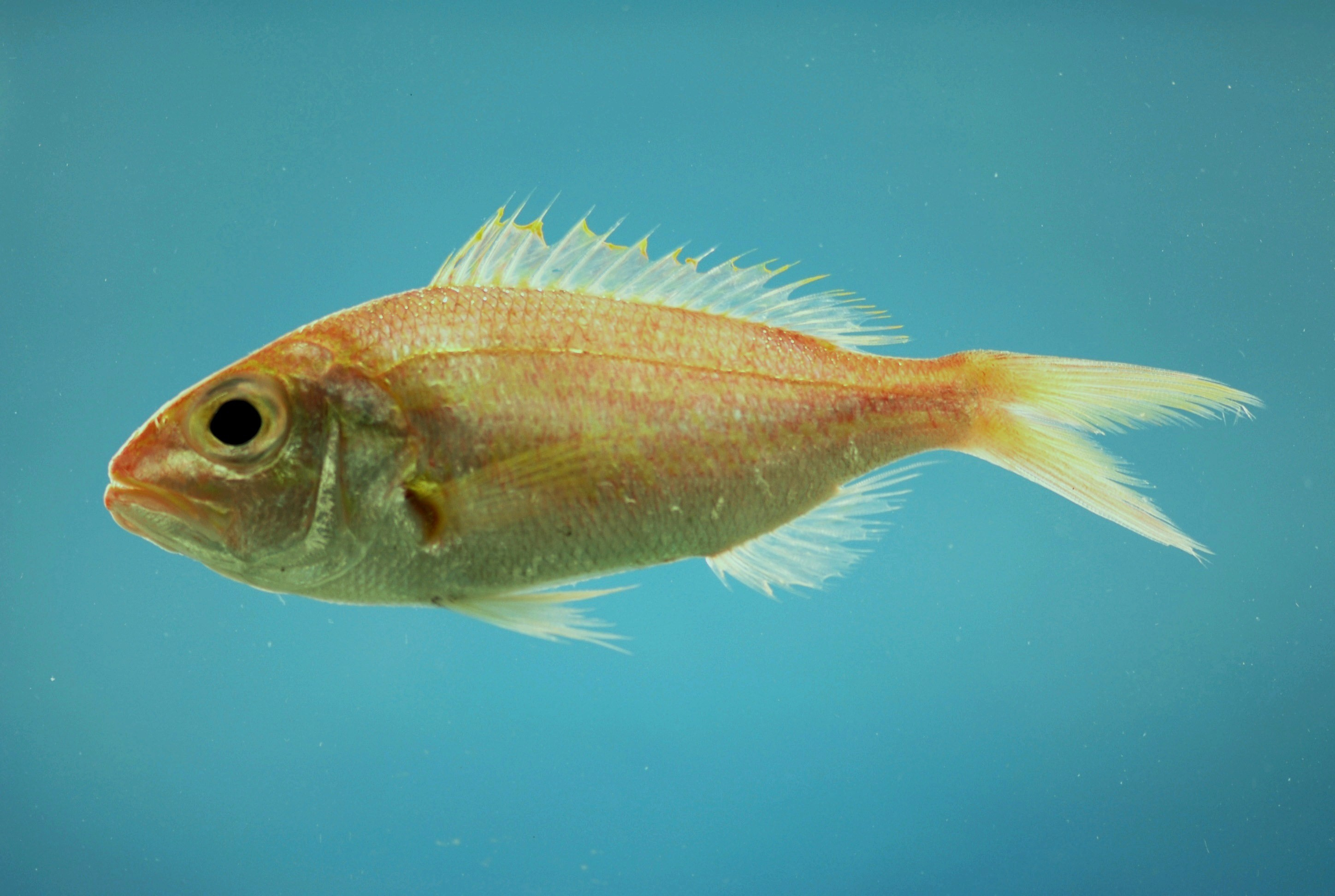

Спина и верхняя часть тела розовые или красноватые. Нижняя часть тела и брюхо розовая или серебристо-белая. Плавники полупрозрачные или розоватые; верхние части спинного и хвостового плавников жёлтые.
Максимальная длина тела 56 см, обычно до 20 см. Максимальная масса тела 2 кг.

## Биология
Морские бентопелагические рыбы. Обитают на глубине от 24 до 650 м. Питаются преимущественно рыбами и в меньшей степени кальмарами и ракообразными.  Максимальная продолжительность жизни оценивается в 14 лет

## Ареал
Распространены в западной части Атлантического океана от Северной Каролины до юга Бразилии, включая Антильские острова, Мексиканский залив и Карибское море.

## Взаимодействие с человеком
Промысловая рыба. Ловят ярусами и донными тралами. Реализуются в свежем и изредка в замороженном виде. Отмечены случаи заболевания сигуатерой после употребления в пищу данного вида рыб. Международный союз охраны природы присвоил этому виду охранный статус «Вызывающий наименьшие опасения».